# Muncie (Indiana)
Muncie (ausgesprochen „mʌnsi“) ist eine City mit 65.194 Einwohnern (2020) im US-Bundesstaat Indiana. Sie liegt im Ballungsraum Indianapolis, 81 km nordöstlich dieser Stadt und 106 km südwestlich von Fort Wayne, 112 km nordwestlich der Stadt Dayton, 72 km südöstlich der Stadt Kokomo und 265 km südöstlich der Stadt Chicago. Muncie gehört zum Delaware County.

## Wirtschaft
Muncie war von 1909 bis 2007 ein Herstellungsort für mehrere Unternehmen der Automobilindustrie. Angesiedelt hatte sich zuerst die Inter-State Automobile Company sowie die davon abgespaltene Ball Automobile Company und ab 1920 auch die Chevrolet Motor Company. Zudem war hier für einige Jahrzehnte auch der Batteriehersteller Delco angesiedelt.
Heute ist die Lokomotivherstellung von Progress Rail einer der größten Arbeitgeber des Ortes.

## Einwohnerentwicklung
| Jahr | Einwohner¹ |
| ---- | ---------- |
| 1980 | 77.216     |
| 1990 | 71.170     |
| 2000 | 67.430     |
| 2010 | 70.085     |
| 2020 | 65.194     |

¹ 1980–2020: Volkszählungsergebnisse

## Kultur
Minnetrista ist ein Museum und Kulturzentrum in Muncie zur Geschichte der sieben Countys Mittelost-Indianas.

## Trivia
Die Comic-Serie Knights of the Dinner Table ist im Wesentlichen in Muncie angesiedelt.
In Staffel 4 Episode 16 („Sweet Sixteen“) von Parks and Recreation bekommt Jerry einen Gutschein für einen Ausflug nach Muncie.

## Söhne und Töchter der Stadt
- Arthur Andrews (1876–1930), Radrennfahrer
- Wayman Elbridge Adams (1883–1959), Porträt- und Genremaler
- Joseph A. McArdle (1903–1967), Politiker
- Andy Secrest (1907–1977), Jazz-Trompeter und Kornettist
- Ralph F. Hefferline (1910–1974), Professor für Psychologie an der Columbia University
- Doc Wheeler (1910–2005), Jazzmusiker
- John Webster Kirklin (1917–2004), Herzchirurg
- James Edwards (1918–1970), Schauspieler
- Jack Beeson (1921–2010), Komponist
- John McGreevey (1922–2010), Drehbuchautor
- Robert E. Pursley (* 1927), Generalleutnant der United States Air Force
- Al Kiger (1932–2013), Jazz-Trompeter, Arrangeur und Komponist
- Gene Brewer (* 1937), Schriftsteller
- William Lawvere (1937–2023), Mathematiker
- Paul Smoker (1941–2016), Jazzmusiker
- Lary Schulhof (* 1942), Schwimmer
- Michael Sherry (* 1945), Historiker
- John Paul junior (1960–2020), Autorennfahrer und Drogenhändler
- Troy Pierce (* 1970), DJ und Musikproduzent
- Bonzi Wells (* 1976), ehemaliger Basketballspieler
- Ryan Kerrigan (* 1988), American-Football-Spieler